# MB9作戦
MB9作戦は、第二次世界大戦中の1940年11月に地中海で行われたイギリス軍の作戦。アレクサンドリアとジブラルタルからイギリス海軍の地中海艦隊とH部隊が出撃した。この作戦には次のような内容が含まれる。
一つ目はカラー作戦 (Operation Collar) と呼ばれるもので、巡洋艦などにより空軍の人員などをマルタおよび中東へ運ぶというものである。中東へ運ばれるのは、ギリシャへ送られた航空機の補充として、アフリカを横断して送られていた航空機のための地上要員であった。
二つ目は大西洋で活動中であったドイツ海軍のポケット戦艦「アドミラル・シェーア」捜索に当てるために、地中海艦隊の戦艦「ラミリーズ」と重巡洋艦「ベリック」を地中海を通って移動させることである。他に地中海東部でマルタへ向かうMW4船団とマルタから戻るME4船団の運航や、イタリア領への空襲が行われた。この作戦中にイタリア海軍との間でスパルティヴェント岬沖海戦が発生した。